# NGC 6918
NGC 6918 est une galaxie lenticulaire barrée située dans la constellation de l'Indien. Sa vitesse par rapport au fond diffus cosmologique est de 5 063 ± 46 km/s, ce qui correspond à une distance de Hubble de 74,7 ± 5,3 Mpc (∼244 millions d'al). NGC 6918 a été découverte par l'astronome britannique John Herschel en 1834.
NGC 6918 renferme des régions d'hydrogène ionisé. Selon la base de données Simbad, NGC 6918 est possiblement une galaxie active (AGN).
NGC 6918 émet aussi dans l'infrarouge. Sa luminosité dans l'infrarouge lointain (de 40 à 400 µm) est égale à 12,6 × 109 {\displaystyle L_{\odot }} (1010,10{\displaystyle L_{\odot }}) et sa luminosité totale dans l'infrarouge (de 8 à 1 000 µm) est de 17,0 × 109 {\displaystyle L_{\odot }} (1010,23{\displaystyle L_{\odot }}).